# Caterpillar Energy Solutions

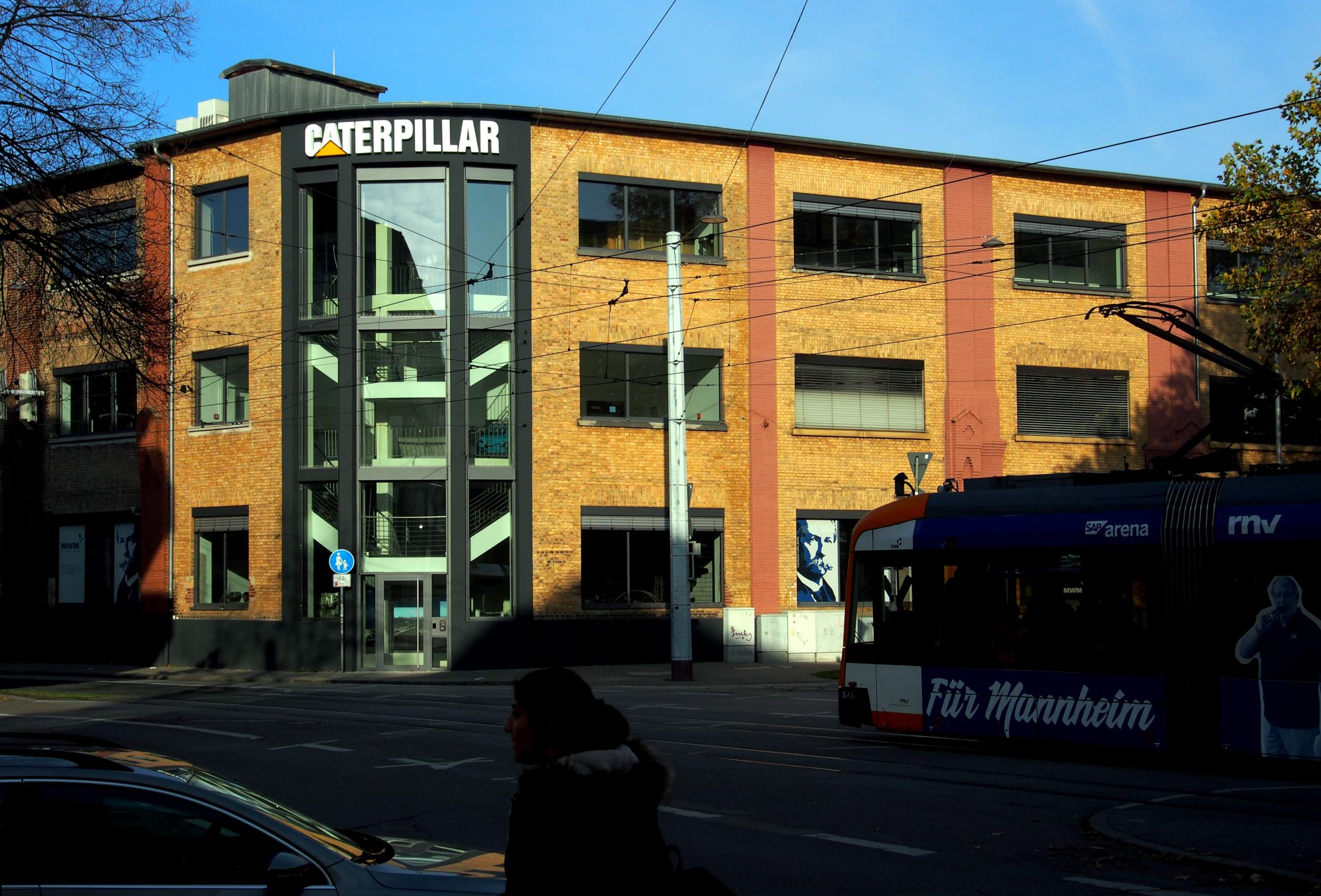
Siège social à Mannheim (Allemagne)

Caterpillar Energy Solutions GmbH (anciennement MWM, DEUTZ Power Systems DPS) est un constructeur de moteurs dont le siège se trouve à Mannheim dans le Bade-Wurtemberg. Il était connu autrefois sous le nom "Motoren-Werke Mannheim" (MWM). Caterpillar Energy Solutions GmbH est fournisseur de groupes électrogènes équipés de moteurs à gaz et Diesel pour des centrales de production d’énergie.

## Histoire
En 1922, le département de construction des moteurs stationnaires de la société Benz & Cie est créé. Rheinische Gasmotorenfabrik in Mannheim a été détaché sous le nom Motorenwerke Mannheim. Le célèbre ingénieur et pionnier de la technologie des moteurs à Diesel, Prosper L’Orange, fut alors nommé Directeur Technique par Benz & Cie. L’activité principale de MWM était surtout la construction de moteurs Diesel, destinés aux véhicules utilitaires et aux machines agricoles. En 1924, MWM commença la fabrication de son propre tracteur, nommé "Motorpferd". En 1931, la fabrication fut arrêtée. Les moissonneuses-batteuses de la société Claas, les tracteurs du producteur français Renault, les tracteurs des marques allemandes Bautz, Fendt, Holder, Lanz et Ritscher ont été équipés pendant des années avec des moteurs MWM. La société Knorr-Bremse AG (producteurs des freins) acquit en 1926 la majorité des actions. MWM fut vendue en 1985 à DEUTZ AG (Cologne) sans que le siège n'ait changé. Jusqu’à la fin, la société fut l‘un des fournisseurs de moteurs Diesel les plus importants avec MAN et Klöckner-Humboldt-Deutz (KHD). DEUTZ a effectué plusieurs restructurations à Mannheim et développé le secteur des moteurs à gaz. En août 2007, MWM fut vendue par Deutz à l’investisseur anglais 3i pour 360 millions d'euros.
Aujourd’hui MWM propose principalement des moteurs à gaz avec une puissance de 400 à 4500 kW pour les centrales de cogénération et les centrales de biogaz. Quelques moteurs Diesel sont toujours en production. Le 1er octobre 2008 Deutz Power Systems devient MWM GmbH.
Caterpillar Inc. a annoncé le 22 octobre 2010 la signature d'un accord de principe pour l’achat de MWM pour une somme de 580 millions d’euros. Sur réserve des autorités, MWM sera intégré dans la division Electric Power (EPD) de Caterpillar.
L'opération a été autorisée par la commission européenne le 19 octobre 2011 (décision M.6106), et elle a été finalisée le même mois.
Le 8 octobre 2013, MWM a annoncé qu'il changerait de nom pour devenir Caterpillar Energy Solutions à partir du 1er novembre de la même année.

### lien
- (de) Site officiel